# Milan-Vignola
Pour les articles homonymes, voir Milan (homonymie) et Vignola (homonymie).
 (décembre 2023).
Si vous disposez d'ouvrages ou d'articles de référence ou si vous connaissez des sites web de qualité traitant du thème abordé ici, merci de compléter l'article en donnant les références utiles à sa vérifiabilité et en les liant à la section « Notes et références ».
Milan-Vignola (en italien : Milano-Vignola) est une ancienne course cycliste italienne disputée entre Milan et Vignola. Créée en 1952, elle est remplacée par le Grand Prix Bruno Beghelli en 1997. L'édition 1974 est le cadre du championnat d'Italie sur route sacrant Enrico Paolini.

## Histoire
Des années 1950 aux années 1990, la course est une épreuve importante du calendrier italien. Elle est disputée sur 240 kilomètres, tracés entre la Lombardie et Vignola dans l'Émilie-Romagne. La course compte à son palmarès de grands sprinteurs, comme Marino Basso, Rik Van Linden ou Mario Cipollini. 
À ses débuts, elle a lieu en été et offre une bonne préparation pour les courses de fin de saison. Elle est ensuite déplacée en avril, de 1967 à 1976, après les classiques du Nord, puis revient en été en 1987 avant de rechanger encore de saison. En 1980, la course a lieu sous la forme d'une boucle autour de Vignola. À la fin des années 1990, elle fait 200 kilomètres  et se dispute en septembre. Sa dernière édition se déroule en 1996. En 1997, le Grand Prix Bruno Beghelli lui succède à Monteveglio, près de Bologne.

## Palmarès
| Année                | Vainqueur            | Deuxième                | Troisième           |
| -------------------- | -------------------- | ----------------------- | ------------------- |
| 1952                 | Antonio Bevilacqua   | Angelo Conterno         | Alfio Ferrari       |
| 1953-55. Non-disputé |                      |                         |                     |
| 1956                 | Pierino Baffi        | Giuseppe Cainero        | Vasco Modena        |
| 1957. Non-disputé    |                      |                         |                     |
| 1958                 | Adriano Zamboni      | Roberto Falaschi        | Idrio Bui           |
| 1959                 | Adriano Zamboni      | Nello Velucchi          | Roberto Falaschi    |
| 1960                 | Alessandro Fantini   | Mario Minieri           | Angelo Coletto      |
| 1961                 | Willy Vannitsen      | Dino Bruni              | Mario Minieri       |
| 1962                 | Vendramino Bariviera | Alfredo Sabbadin        | Mario Minieri       |
| 1963                 | Adriano Durante      | Raffaele Marcoli        | Oreste Magni        |
| 1964                 | Guido De Rosso       | Adriano Durante         | Diego Ronchini      |
| 1965                 | Guido De Rosso       | Michele Dancelli        | Gianni Motta        |
| 1966                 | Adriano Durante      | Franco Bitossi          | Marino Basso        |
| 1967                 | Rudi Altig           | Bruno Mealli            | Ole Ritter          |
| 1968                 | Marino Basso         | Eraldo Bocci            | Ole Ritter          |
| 1969                 | Attilio Rota         | Franco Bitossi          | Dino Zandegù        |
| 1970                 | Adriano Durante      | Patrick Sercu           | Luigi Sgarbozza     |
| 1971                 | Marino Basso         | Patrick Sercu           | Luigi Sgarbozza     |
| 1972                 | Julien Van Lint      | Mauro Simonetti         | Julien Stevens      |
| 1973                 | Marino Basso         | Patrick Sercu           | Gianni Motta        |
| 1974                 | Enrico Paolini       | Felice Gimondi          | Marino Basso        |
| 1975                 | Rik Van Linden       | Patrick Sercu           | Pierino Gavazzi     |
| 1976                 | Rik Van Linden       | Pierino Gavazzi         | désattribuée        |
| 1977                 | Luciano Borgognoni   | Marino Basso            | Giuseppe Saronni    |
| 1978                 | Rik Van Linden       | Marino Basso            | Giuseppe Martinelli |
| 1979                 | Roger De Vlaeminck   | Pierino Gavazzi         | Giuseppe Martinelli |
| 1980                 | Giovanni Battaglin   | Francesco Moser         | Silvano Contini     |
| 1981                 | Gregor Braun         | Francesco Moser         | Giovanni Mantovani  |
| 1982                 | Giovanni Mantovani   | Francesco Moser         | Giuseppe Martinelli |
| 1983                 | Francesco Moser      | Alfons De Wolf          | Bruno Leali         |
| 1984                 | Mario Beccia         | Acacio Da Silva         | Johan van der Velde |
| 1985                 | Emanuele Bombini     | Marino Amadori          | Stefano Colagé      |
| 1986                 | Roberto Visentini    | Claudio Corti           | Roberto Pagnin      |
| 1987                 | Giuseppe Saronni     | Maurizio Fondriest      | Davide Cassani      |
| 1988                 | Adriano Baffi        | Gianbattista Bardelloni | Stefano Allocchio   |
| 1989                 | Adriano Baffi        | Pierino Gavazzi         | Silvio Martinello   |
| 1990                 | Mario Cipollini      | Giuseppe Citterio       | Endrio Leoni        |
| 1991                 | Silvio Martinello    | Danilo Gioia            | Flavio Vanzella     |
| 1992                 | Andrei Teteriouk     | Mario Manzoni           | Roberto Pelliconi   |
| 1993                 | Alberto Elli         | Massimo Podenzana       | Stefano della Santa |
| 1994                 | Angelo Lecchi        | Gilles Delion           | Maximilian Sciandri |
| 1995                 | Angelo Canzonieri    | Angelo Lecchi           | Alessio Barbagli    |
| 1996                 | Fabio Roscioli       | Filippo Casagrande      | Stefano Cembali     |